# Pièces à conviction
Cet article concerne l'émission de France 3. Pour la série de documentaires de 1985, voir Pièces à conviction (1985).
Pièces à conviction est une émission de télévision française d'investigation diffusée sur France 3 du 26 octobre 2000 au 27 janvier 2021. L'émission était rediffusée sur France 5 du 21 octobre 2007 au 29 juin 2008,, dans la case Dimanche Enquêtes. 

## Historique
Le magazine Pièces à conviction est lancé en octobre 2000. Il est présenté par Élise Lucet jusqu'en juin 2011 (ponctuellement remplacée par Hervé Brusini[réf. souhaitée]) puis par Patricia Loison à partir de septembre 2011.
En septembre 2016 c'est Virna Sacchi qui récupère la présentation du magazine.
En février 2009, c'est dans le cadre de cette émission qu'est diffusé le remarqué reportage Uranium, le scandale de la France contaminée. 
En décembre 2009, les journalistes Hervé Ghesquière et Stéphane Taponier ont été enlevés en Afghanistan alors qu'ils tournent un reportage pour ce magazine. Ils sont libérés en juin 2011.
Fin novembre 2020, la direction de France Télévisions annonce la suppression de l'émission pour 2021 (diffusée à 23h10), la faute à des audiences en berne. Elle devrait être remplacée par un nouveau programme d'investigation, de genre « inédit », selon la chaîne.

## Musique
Le générique de l'émission est Rise, de Craig Armstrong.

## Liste des émissions

### Saison (2012-2013)
| N° | Date             | Titre                                                           | Réalisateur                              | Sujet, commentaires |
| -- | ---------------- | --------------------------------------------------------------- | ---------------------------------------- | ------------------- |
|    | 14 novembre 2012 | « Une enfance au travail, en Europe aussi »                     | Cécile Allegra                           |                     |
|    | 5 décembre 2012  | « Syndrome afghan, les soldats oubliés de la France »           | Camille Le Pomellec et Caroline Fontaine |                     |
|    | 13 février 2013  | « Sur la piste des Françaises kidnappées par la Corée du Nord » | Lionel de Coninck                        |                     |
|    | 6 mars 2013      | « Mohamed Merah, l'incroyable échec des services secrets »      | Delphine Byrka et Pascale Labout         |                     |
|    | 10 avril 2013    | « Récidive, la justice en faillite ? »                          | Sylvain Pak et Laure Pollez              |                     |
|    | 15 mai 2013      | « Banquiers, ils avaient promis de changer »                    | Laurent Richard et Jean-Baptiste Renaud  |                     |
|    | 12 juin 2013     | « Affaire Armstrong, qui sont les complices ? »                 | Stéphane Bentura et Pierre Ballester     |                     |

### Saison (2013-2014)
| N° | Date             | Titre                                              | Réalisateur                            | Sujet, commentaires |
| -- | ---------------- | -------------------------------------------------- | -------------------------------------- | ------------------- |
|    | 16 octobre 2013  | « Les normes, un mal français »                    | Cécile Allegra                         |                     |
|    | 13 novembre 2013 | « Le scandale du prix des médicaments »            | Mahaut Chantrel et Lionel de Coninck   |                     |
|    | 4 décembre 2013  | « Très cher TGV »                                  | Benoît Bertrand-Cadi                   |                     |
|    | 29 janvier 2014  | « Kadhafi - Sarkozy, liaisons dangereuses ? »      | Pascal Henry                           |                     |
|    | 26 février 2014  | « Fukushima, vers une contamination planétaire ? » | Lionel de Coninck                      |                     |
|    | 19 mars 2014     | « Drogue, quand le trafic fait la loi »            | Karim Baouz                            |                     |
|    | 23 avril 2014    | « Rwanda, des prêtres accusés »                    | Mathieu Sarfati et Jean-Pascal Bublex  |                     |
|    | 28 mai 2014      | « Nuggets, autopsie d'un succès »                  | Dorothée Fresnot et Louis de Barbeyrac |                     |

### Saison (2016-2017)
| N° | Date              | Titre                                                                           | Réalisateur        | Sujet, commentaires |
| -- | ----------------- | ------------------------------------------------------------------------------- | ------------------ | ------------------- |
|    | 21 septembre 2016 | « Les jobs en or de la République »                                             | Stéphane Girard    |                     |
|    | 19 octobre 2016   | « Areva : les secrets d'une faillite »                                          | Pascal Henry       |                     |
|    | 23 novembre 2016  | « Le port franc de Genève, enquête sur le coffre-fort le plus secret du monde » | Pascal Henry       |                     |
|    | 18 janvier 2017   | « FNSEA : enquête sur un empire agricole »                                      | Marianne Kerfriden |                     |
|    | 22 février 2017   | « Courage patrons ! Le quotidien d’un tribunal de commerce »                    | Céline Chassé      |                     |
|    | 22 mars 2017      | « Affaire Kerviel-Société générale : la justice sous influence ? »              | Stenka Quillet     |                     |
|    | 26 avril 2017     | « Médicaments : effets secondaires ou mortels ? »                               | Paul Labrosse      |                     |
|    | 10 mai 2017       | « Président à tout prix : enquête sur les millions de la campagne »             | Stéphane Girard    |                     |
|    | 13 mai 2017       | « Dopage : amateurs en danger »                                                 | Sylvain Pak        |                     |

### Saison (2017-2018)
| N° | Date              | Titre                                                                                | Réalisateur                    | Sujet, commentaires |
| -- | ----------------- | ------------------------------------------------------------------------------------ | ------------------------------ | ------------------- |
|    | 27 septembre 2017 | « Disparition des terres agricoles : enquête sur un business qui rapporte »          | Laurence Delleur et Mériem Lay |                     |
|    | 19 octobre 2017   | « Maisons de retraite : les secrets d’un gros business »                             | Xavier Deleu                   |                     |
|    | 29 novembre 2017  | « Élus et associations : les liaisons dangereuses »                                  | Sylvain Louvet                 |                     |
|    | 31 janvier 2018   | « Sur la piste des Françaises kidnappées par la Corée du Nord »                      | Lionel de Coninck              |                     |
|    | 21 février 2018   | « Gros salaires, privilèges et gaspillages : enquête sur les milliards de l’Europe » | Stéphane Girard                |                     |
|    | 28 mars 2018      | « Bernard Arnault, l'art de payer moins d'impôts »                                   | Stenka Quillet                 |                     |
|    | 25 avril 2018     | « Fourrières : un business hors contrôle »                                           | Delphine Lopez                 |                     |
|    | 13 juin 2018      | « Olympique de Marseille, quand le milieu faisait la loi »                           | Jérôme Pierrat                 |                     |

### Saison (2018-2019)
| N° | Date             | Titre                                                                                         | Réalisateur                     | Sujet, commentaires                                                       |
| -- | ---------------- | --------------------------------------------------------------------------------------------- | ------------------------------- | ------------------------------------------------------------------------- |
|    | 3 octobre 2018   | « Pollution industrielle : l'enfumage continue »                                              | Sylvain Pak                     |                                                                           |
|    | 14 novembre 2018 | « Panique à la mairie : quand les élus dérapent »                                             | Delphine Lopez                  |                                                                           |
|    | 12 décembre 2018 | « Monaco : qui fait la loi sur le rocher? »                                                   | Pascal Henry et Stéphane Girard |                                                                           |
|    | 16 janvier 2019  | « Enfants placés : les sacrifiés de la République »                                           | Sylvain Louvet                  | Prix média ENFANCE majuscule 2020 Catégorie Documentaire tourné en France |
|    | 7 février 2019   | « Faut-il garder mamie à la maison ? Enquête sur le maintien à domicile des personnes âgées » | Céline Chassé et Sébastien Sega |                                                                           |
|    | 6 mars 2019      | « Inondations dans l'Aude : la difficile reconstruction »                                     | Delphine Lopez                  |                                                                           |
|    | 10 avril 2019    | « Psychiatrie (en France) : le grand naufrage »                                               | Raphaël Tresanini               |                                                                           |
|    | 1er mai 2019     | « Olympique de Marseille : quand le milieu faisait la loi »                                   | Jérôme Pierrat                  |                                                                           |
|    | 29 mai 2019      | « Le prince et sa banquière : enquête sur un club financier très privé »                      | Pascal Henry                    | Dubaï Papers                                                              |

### Saison (2019-2020)
| N° | Date             | Titre                                                                          | Réalisateur                            | Sujet, commentaires |
| -- | ---------------- | ------------------------------------------------------------------------------ | -------------------------------------- | ------------------- |
|    | 2 octobre 2019   | « Qu'est-ce qu'elle a ma gueule ? Enquête sur la discrimination au travail »   | Delphine Lopez et Xavier Deleu         |                     |
|    | 22 novembre 2019 | « Loin des villes : génération oubliée »                                       | Paul Labrosse et Magali Serre          |                     |
|    | 22 janvier 2020  | « Très chères obsèques : enquête sur le business de la mort »                  | Donatien Lemaître                      |                     |
|    | 5 février 2020   | « Qui va garder mon enfant ? Enquête derrière les murs des crèches privées »   | Julie Lotz                             |                     |
|    | 25 mars 2020     | « Les agriculteurs vont-ils sauver la planète ? »                              | Stenka Quillet avec Marianne Kerfriden |                     |
|    | 9 avril 2020     | « Olympique de Marseille : quand le milieu faisait la loi »                    | Jérôme Pierrat                         |                     |
|    | 13 mai 2020      | « Main basse sur nos ressources naturelles : citoyens contre multinationales » | Delphine Lopez                         |                     |
|    | 10 juin 2020     | « Scandales à Monaco. Les révélations d’un juge »                              | Pascal Henry                           |                     |

### Saison (2020-2021)
| N° | Date             | Titre                                                           | Réalisateur                  | Sujet, commentaires |
| -- | ---------------- | --------------------------------------------------------------- | ---------------------------- | ------------------- |
|    | 28 octobre 2020  | « Forêts en danger : que fait l'État ? »                        | Delphine Lopez               |                     |
|    | 18 novembre 2020 | « Covid-19 : que se passe-t-il vraiment dans les Ehpad ? »      | Xavier Deleu et Julie Pichot |                     |
|    | 16 décembre 2020 | « Les sangliers de la discorde, la face cachée d’une invasion » | Michaëlle Gagnet             |                     |
|    | 27 janvier 2021  | « Enfants placés : que fait la République ? »                   | Sylvain Louvet               |                     |